# Lateralus (альбом)
Lateralus (МФА: [lætəˈræləs], рус. Ответвлённость) — третий студийный альбом американской рок-группы Tool, выпущенный 15 мая 2001 года на лейбле Volcano Entertainment. Альбом был записан в таких студиях, как Cello в Голливуде и The Hook, Big Empty Space и The Lodge в Северном Голливуде между октябрём 2000 по январь 2001 годов. Дэвид Ботрилл, который был продюсером на двух предыдущих альбомов группы Ænima и Salival, спродюсировал альбом вместе с группой. 23 августа 2005 года альбом был переиздан в ограниченном тираже с двойной обложкой на CD диске и винил, которые содержали двухстраничный буклет и голографическое изображение.
Альбом Lateralus достиг первого места в чарте Billboard 200. 5 августа 2003 года был сертифицирован RIAA как дважды платиновый. Также, в Австралии альбом получил платиновую сертификацию, а в Канаде — дважды. 30 августа 2004 года Британская ассоциация производителей фонограмм (англ. BPI) вручила группе серебряную сертификацию. Группа была номинирована на премию «Грэмми» за лучшее метал-исполнение с песней «Schism» в 2002 году. Lateralus занял 123 место в списке «Окончательные 200» Зала славы рок-н-ролла.

## Музыка и тексты
В песне «Schism» используются необычные тактовые размеры и частые перемены ритма. В одном анализе подсчитано, что песня меняет свой ритм 47 раз. Сама группа ссылалась на размер 6 1⁄2
8.
В композиции «Parabol», чтобы сымитировать песнопения буддистских монахов, барабанщик Дэнни Кэрри семплировал своё дыхание через трубу, а также ударные струны пианино для композиции «Reflection». Семплы в композиции «Faaip de Oiad» были записаны в 1997 году на радио Артура Бэлла в программе Coast to Coast AM; название песни с енохианского языка переводится как «Глас Божий».
Композиции «Disposition», «Reflection» и «Triad» образуют единую концепцию, которая была исполнена последовательно с периодической помощью разных музыкантов, таких как Майк Паттон, Базз Осборн, Tricky и членов таких групп, как Isis, Meshuggah и King Crimson.
Песня «Lateralus» состоит из необычных тактовых размеров. В рефрене он изменяется с 9/8 через 8/8 до 7/8. Число тактов между паузами, соответствующее числу слогов, произносимых Мэйнардом Джеймсом Кинаном, изменяется согласно ряду Фибоначчи, по восходящей и нисходящей. Также, 987 — это семнадцатое число из ряда Фибоначчи. Последовательность Фибоначчи связана со спиралями, которые также несколько раз упоминаются в тексте песни. Кроме того, свою вокальную партию Мэйнард начинает в конце 1:37 (97 секунд). Если 1,618 минут (число, лежащее в основе «золотого сечения», которое тоже имеет непосредственное отношение к тому же ряду чисел) преобразовать в секунды и округлить до целых, то получим 97 секунд.
Инструментальная композиция «Eon Blue Apocalypse» посвящена собаке Адама Джонса — датский дог Эон, которая умерла от опухоли костей.
Инструментальная композиция «Mantra» — это замедленный звук того, как Мэйнард ласково сжимает одну из своих кошек.

## Отзывы критиков
В целом, альбом Lateralus был хорошо принят как критиками, так и поклонниками творчества группы, а его сложность вызвало множество реакций, наподобие того, что писал Райан Рэйхил из Spin, назвав альбом «монолитной головоломкой». Журнал Q назвали альбом одним из 50 лучших альбомов 2001 года. Музыкальный журнал Rolling Stone поставил альбом на 33-е место в списке «50 лучших прог-рок-альбомов всех времен».
Журнал Kerrang! назвал Lateralus лучшим альбомом года в 2001 году, а в 2002 году группа выиграла премию «Грэмми» за лучшее метал-исполнение с песней «Schism». На церемонии награждения Дэнни Кэрри поблагодарил своих родителей «за то, что они с ним», а басист Джастин Чанселлор поблагодарил своего отца «за то, что он сделал для мамы». Музыкальный магазин Kludge поставил альбом на второе место в своём списке 10 лучших альбомов 2001 года. В 2016 году сайт Loudwire назвал Lateralus номером 1 хард-рок/метал альбомом XXI века, а также поместил его на 6 место в списке лучших альбомов прогрессивного метала.
За исполнение на барабанах в песне «Ticks & Leeches» сайт NutSie.com поместили Дэнни Кэрри на третье место в их списке «100 лучших рок-исполнений на барабанах».

## Список композиций
Автор всех текстов песен — Мэйнард Джеймс Кинан, композиторы — группа Tool.
| №                   | Название                                                                         | Длительность |
| ------------------- | -------------------------------------------------------------------------------- | ------------ |
| 1.                  | «The Grudge»                                                                     | 8:36         |
| 2.                  | «Eon Blue Apocalypse» (Инструментальная композиция)                              | 1:04         |
| 3.                  | «The Patient»                                                                    | 7:13         |
| 4.                  | «Mantra» (Инструментальная композиция)                                           | 1:12         |
| 5.                  | «Schism»                                                                         | 6:47         |
| 6.                  | «Parabol»                                                                        | 3:04         |
| 7.                  | «Parabola»                                                                       | 6:03         |
| 8.                  | «Ticks & Leeches»                                                                | 8:10         |
| 9.                  | «Lateralus»                                                                      | 9:24         |
| 10.                 | «Disposition»                                                                    | 4:46         |
| 11.                 | «Reflection»                                                                     | 11:07        |
| 12.                 | «Triad» (Инструментальная композиция; включает в себе 2:10 тишины в конце трека) | 8:46         |
| 13.                 | «Faaip de Oiad»                                                                  | 2:39         |
| Общая длительность: | Общая длительность:                                                              | 78:51        |

- В винил-издании композиция «Disposition» следует за композицией «Parabola».

## Участники записи
| Tool - Мэйнард Джеймс Кинан — вокал - Адам Джонс — гитара, арт-директор - Джастин Чанселлор — бас-гитара - Дэнни Кэри — барабаны, перкуссия, семплы | Производственный персонал - Дэвид Боттрилл — продюсер, звукоинженер, микширование - Винс ДеФранко — ассистент, инженер - Алекс Грей — художник Приглашённые музыканты - Statik — машины («Triad») |

## Чарты
| Чарт                          | Позиция в чарте | Ссылка |
| ----------------------------- | --------------- | ------ |
| Billboard 200                 | 1               | [ 45 ] |
| Billboard Top Internet Albums | 1               | [ 46 ] |
| Australian Albums Chart       | 1               | [ 47 ] |
| Austrian Albums Chart         | 9               | [ 48 ] |
| Canadian Albums Chart         | 1               | [ 46 ] |
| Dutch Albums Chart            | 7               | [ 49 ] |
| Finnish Albums Chart          | 11              | [ 50 ] |
| French Albums Chart           | 21              | [ 51 ] |
| New Zealand Albums Chart      | 2               | [ 52 ] |
| Polish Albums Chart           | 1               | [ 53 ] |
| Swiss Albums Chart            | 31              | [ 54 ] |
| UK Albums Chart               | 16              | [ 55 ] |

| 2001                                             | «Schism»    | 67 | 2  | 2  | 54 |
| 2001                                             | «Parabola»  | —  | 31 | 10 | 56 |
| 2002                                             | «Lateralus» | —  | 18 | 14 | —  |
| «—» означает, что данная песня не попала в чарт. |             |    |    |    |    |